# Толедский собор (447)
Толедский собор 447 года (лат. Concilium Toletanum anno 447) — второй по хронологии церковный собор в Толедо (хотя обычно таковым считается собор 527 года). Носил местный характер, и был направлен против присцилинцев (раскольнической секты с гностико-манихейской, савеллианской и монофизитской доктриной). Был созван по решению папы Льва I.

## Итог
Девятнадцать епископов, участвовавших в соборе, осудили ересь и последователей Присциллиана и подтвердили решение первого Толедского собора и его символ веры. Было наложено 18 анафем. Присциллианство было успешно подавлено, было выработано определение диофизитства перед Халкидонским собором, а также это был первым известный западный совет, включивший филиокве в свой символ веры, следуя учению папы Льва I.

## Историчность
Существуют некоторые разногласия относительно реальности существования этого собора. В архивах Ватикана есть письмо папы Льва I, призывавшего организовать собор, но нет никаких сохранившихся свидетельств того, что он проводился. Имеется только смутное упоминается из документов первого собора в Браге 562 года, но есть мнения, что тамошние епископы ошиблись и использовали символ веры первого Толедского собора.